# Cawarfidae
Le cawarfidae, termine latinizzato che deriva dall'antico germanico, erano le norme, tramandate oralmente, che regolamentavano la vita giuridica dei longobardi. Per ovviare a differenti e ambigue interpretazioni di queste norme, nel 643 re Rotari decise di metterle per iscritto (coniugandole alla tradizione giuridica romana, codificata dall'imperatore Giustiniano) nell'omonimo editto che passò alla storia con il suo nome. Ma anche dopo la codificazione scritta di re Rotari, che accolse le cawarfidae in maniera disomogenea e occasionale, tali consuetudini non scritte rimasero in vita, e vennero utilizzate soprattutto per la risoluzione di controversie private, come testimoniano molti documenti dell'epoca. 